# Fissurella maxima
Fissurella maxima, common name: the giant keyhole limpet, là một loài ốc biển, là động vật thân mềm chân bụng sống ở biển thuộc họ Fissurellidae.

## Miêu tả
The size of an adult shell varies between 60 mm and 138 mm.

## Phân bố
Chúng phân bố ở Pacific Ocean between Ecuador và Tierra del Fuego.

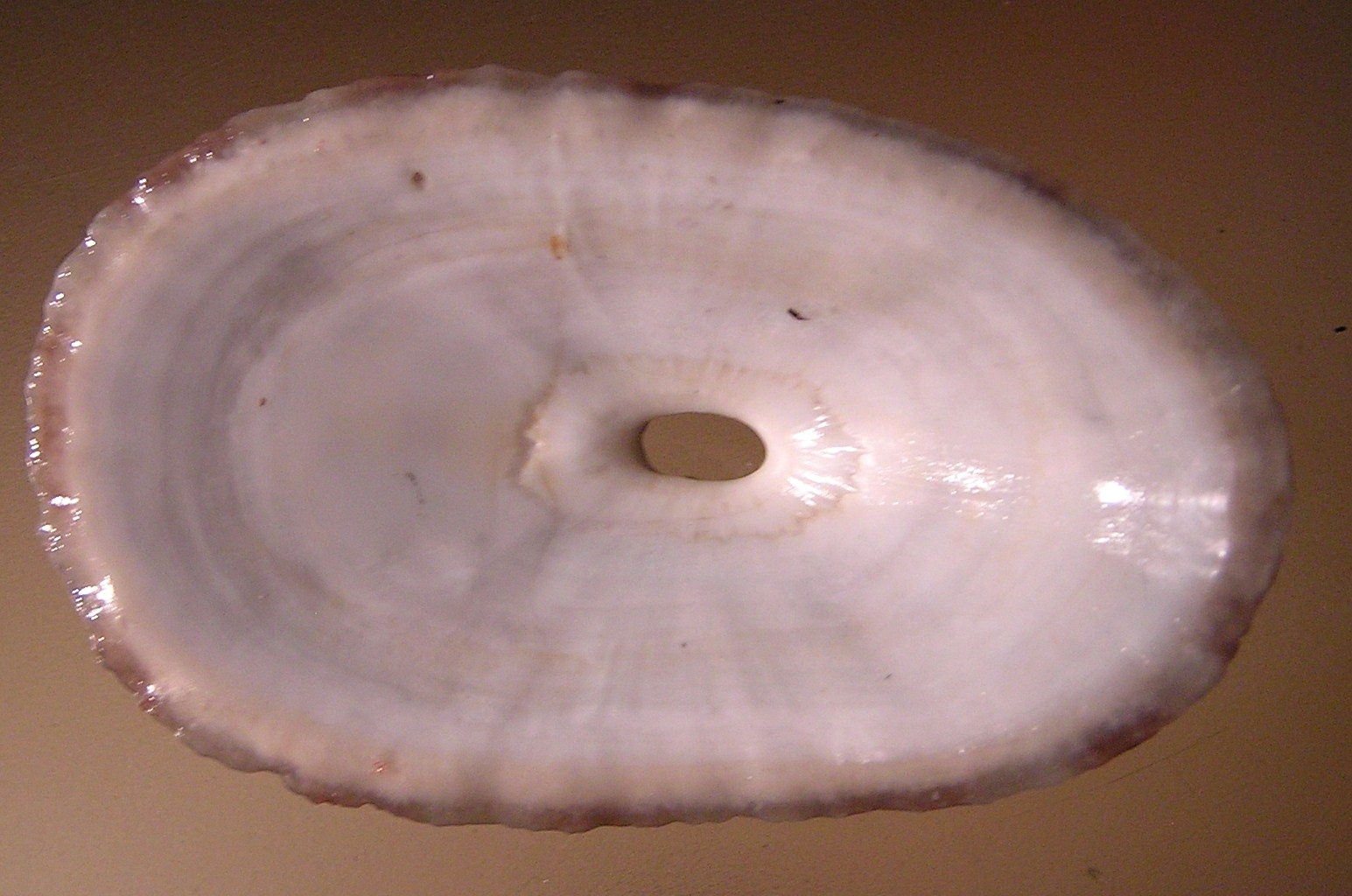
Fissurella maxima, view from beneath